# Grand Prix automobile de Monaco 2009
GP précédent GP suivant
Le Grand Prix automobile de Monaco 2009 (Formula 1 Grand Prix de Monaco 2009), disputé sur le circuit de Monaco le 24 mai 2009, est la 809e épreuve du championnat du monde de Formule 1 courue depuis 1950 et la sixième manche du championnat 2009.

## Essais libres

### Jeudi matin

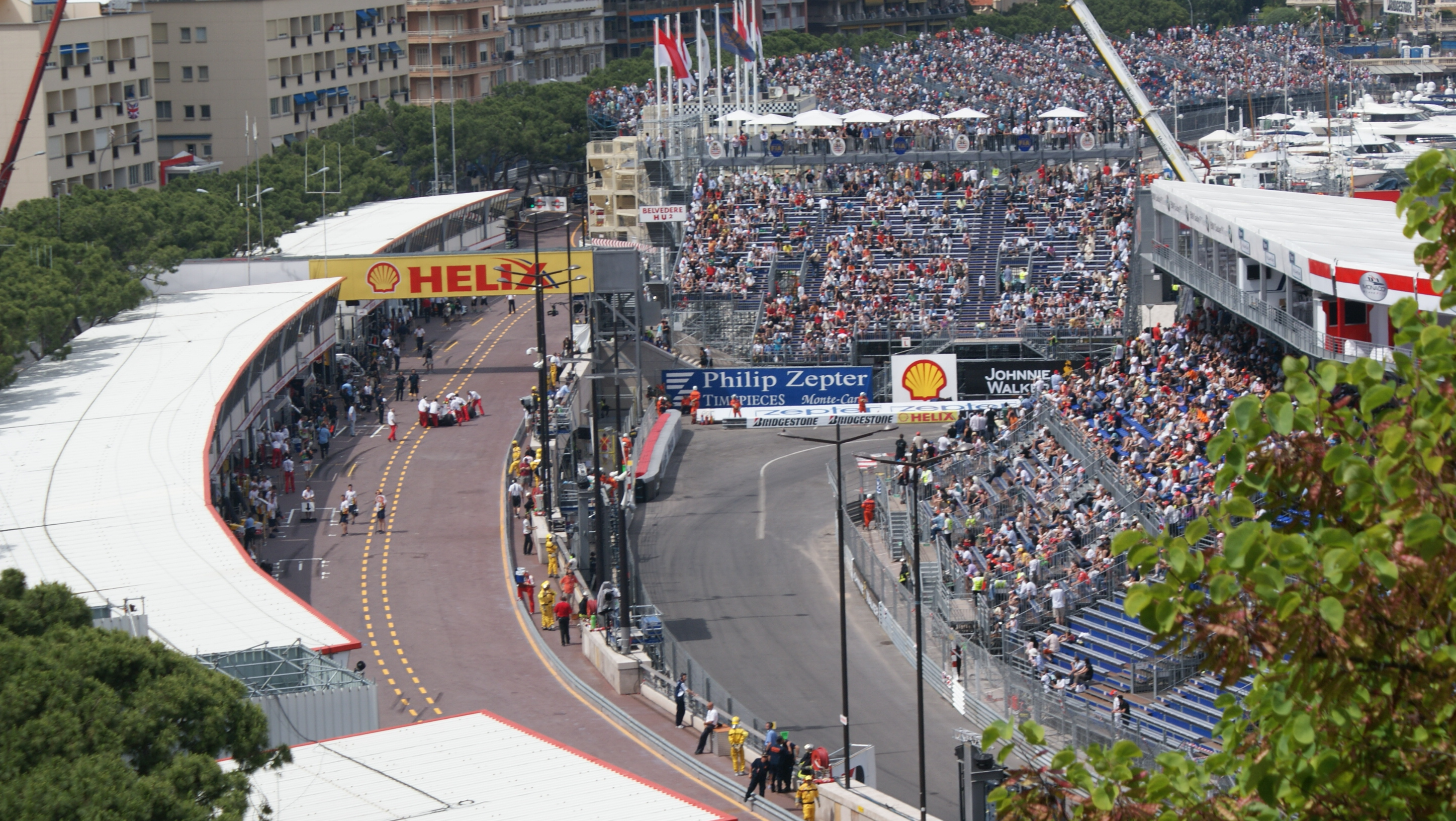
Vue de la pitlane de Monaco

| Pos | Pilote             | Voiture          | Chrono         | Écart     |
| --- | ------------------ | ---------------- | -------------- | --------- |
| 1   | Rubens Barrichello | Brawn-Mercedes   | 1 min 17 s 189 |           |
| 2   | Felipe Massa       | Ferrari          | 1 min 17 s 499 | + 0 s 310 |
| 3   | Lewis Hamilton     | McLaren-Mercedes | 1 min 17 s 578 | + 0 s 389 |
| 4   | Heikki Kovalainen  | McLaren-Mercedes | 1 min 17 s 686 | + 0 s 497 |
| 5   | Kimi Räikkönen     | Ferrari          | 1 min 17 s 839 | + 0 s 650 |
| 6   | Kazuki Nakajima    | Williams-Toyota  | 1 min 18 s 000 | + 0 s 811 |

### Jeudi après-midi

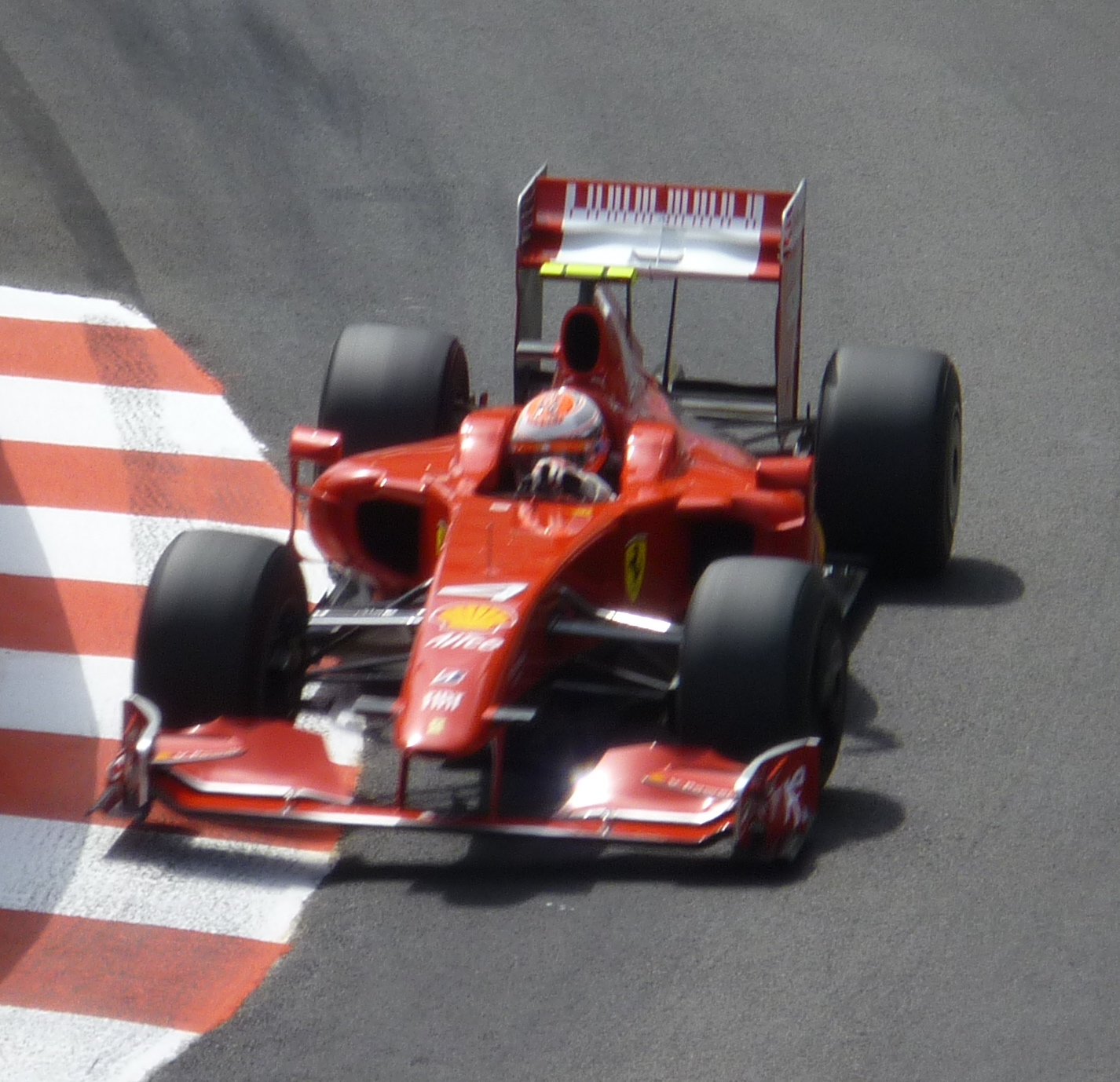
Kimi Räikkönen dans les rues de la principauté

| Pos | Pilote             | Voiture          | Chrono         | Écart     |
| --- | ------------------ | ---------------- | -------------- | --------- |
| 1   | Nico Rosberg       | Williams-Toyota  | 1 min 15 s 243 |           |
| 2   | Lewis Hamilton     | McLaren-Mercedes | 1 min 15 s 445 | + 0 s 202 |
| 3   | Rubens Barrichello | Brawn-Mercedes   | 1 min 15 s 590 | + 0 s 347 |
| 4   | Jenson Button      | Brawn-Mercedes   | 1 min 15 s 774 | + 0 s 531 |
| 5   | Felipe Massa       | Ferrari          | 1 min 15 s 832 | + 0 s 589 |
| 6   | Sebastian Vettel   | Red Bull-Renault | 1 min 15 s 847 | + 0 s 604 |

### Samedi matin
| Pos | Pilote             | Voiture          | Chrono         | Écart     |
| --- | ------------------ | ---------------- | -------------- | --------- |
| 1   | Fernando Alonso    | Renault          | 1 min 15 s 164 |           |
| 2   | Jenson Button      | Brawn-Mercedes   | 1 min 15 s 233 | + 0 s 069 |
| 3   | Heikki Kovalainen  | McLaren-Mercedes | 1 min 15 s 278 | + 0 s 114 |
| 4   | Rubens Barrichello | Brawn-Mercedes   | 1 min 15 s 286 | + 0 s 122 |
| 5   | Felipe Massa       | Ferrari          | 1 min 15 s 293 | + 0 s 129 |
| 6   | Kimi Räikkönen     | Ferrari          | 1 min 15 s 382 | + 0 s 218 |

## Grille de départ
| Pos | Pilote                 | Écurie               | Qualifications 1 | Qualifications 2 | Qualifications 3 | Poids des monoplaces |
| --- | ---------------------- | -------------------- | ---------------- | ---------------- | ---------------- | -------------------- |
| 1   | Jenson Button          | Brawn-Mercedes       | 1 min 15 s 210   | 1 min 15 s 016   | 1 min 14 s 902   | 647,5 kg             |
| 2   | Kimi Räikkönen SREC    | Ferrari              | 1 min 15 s 746   | 1 min 14 s 514   | 1 min 14 s 927   | 644 kg               |
| 3   | Rubens Barrichello     | Brawn-Mercedes       | 1 min 15 s 425   | 1 min 14 s 829   | 1 min 15 s 077   | 648 kg               |
| 4   | Sebastian Vettel       | Red Bull-Renault     | 1 min 15 s 915   | 1 min 14 s 879   | 1 min 15 s 271   | 631,5 kg             |
| 5   | Felipe Massa SREC      | Ferrari              | 1 min 15 s 340   | 1 min 15 s 001   | 1 min 15 s 437   | 643,5 kg             |
| 6   | Nico Rosberg           | Williams-Toyota      | 1 min 15 s 094   | 1 min 14 s 846   | 1 min 15 s 455   | 642 kg               |
| 7   | Heikki Kovalainen SREC | McLaren-Mercedes     | 1 min 15 s 495   | 1 min 14 s 809   | 1 min 15 s 516   | 644 kg               |
| 8   | Mark Webber            | Red Bull-Renault     | 1 min 15 s 260   | 1 min 14 s 805   | 1 min 15 s 653   | 646,5 kg             |
| 9   | Fernando Alonso        | Renault              | 1 min 15 s 898   | 1 min 15 s 200   | 1 min 16 s 009   | 654 kg               |
| 10  | Kazuki Nakajima        | Williams-Toyota      | 1 min 15 s 930   | 1 min 14 s 579   | 1 min 17 s 344   | 668 kg               |
| 11  | Sébastien Buemi        | Toro Rosso-Ferrari   | 1 min 15 s 834   | 1 min 15 s 833   |                  | 670 kg               |
| 12  | Nelsinho Piquet        | Renault              | 1 min 16 s 013   | 1 min 15 s 837   |                  | 673,1 kg             |
| 13  | Giancarlo Fisichella   | Force India-Mercedes | 1 min 16 s 063   | 1 min 16 s 146   |                  | 693 kg               |
| 14  | Sébastien Bourdais     | Toro Rosso-Ferrari   | 1 min 16 s 120   | 1 min 16 s 281   |                  | 699,5 kg             |
| 15  | Adrian Sutil           | Force India-Mercedes | 1 min 16 s 248   | 1 min 16 s 545   |                  | 670 kg               |
| 16  | Nick Heidfeld          | BMW Sauber           | 1 min 16 s 264   |                  |                  | 680 kg               |
| 17  | Robert Kubica          | BMW Sauber           | 1 min 16 s 405   |                  |                  | 696 kg               |
| 18  | Jarno Trulli           | Toyota               | 1 min 16 s 548   |                  |                  | 688,3 kg             |
| 19  | Timo Glock             | Toyota               | 1 min 16 s 788   |                  |                  | 700,8 kg             |
| 20  | Lewis Hamilton SREC    | McLaren-Mercedes     | 1 min 16 s 264   |                  |                  | 645,5 kg             |

Notes: 

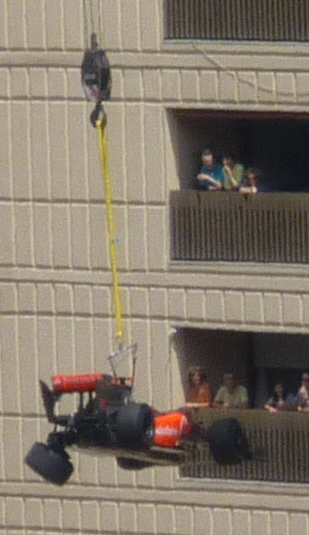
Lewis Hamilton a détruit sa monoplace lors des essais

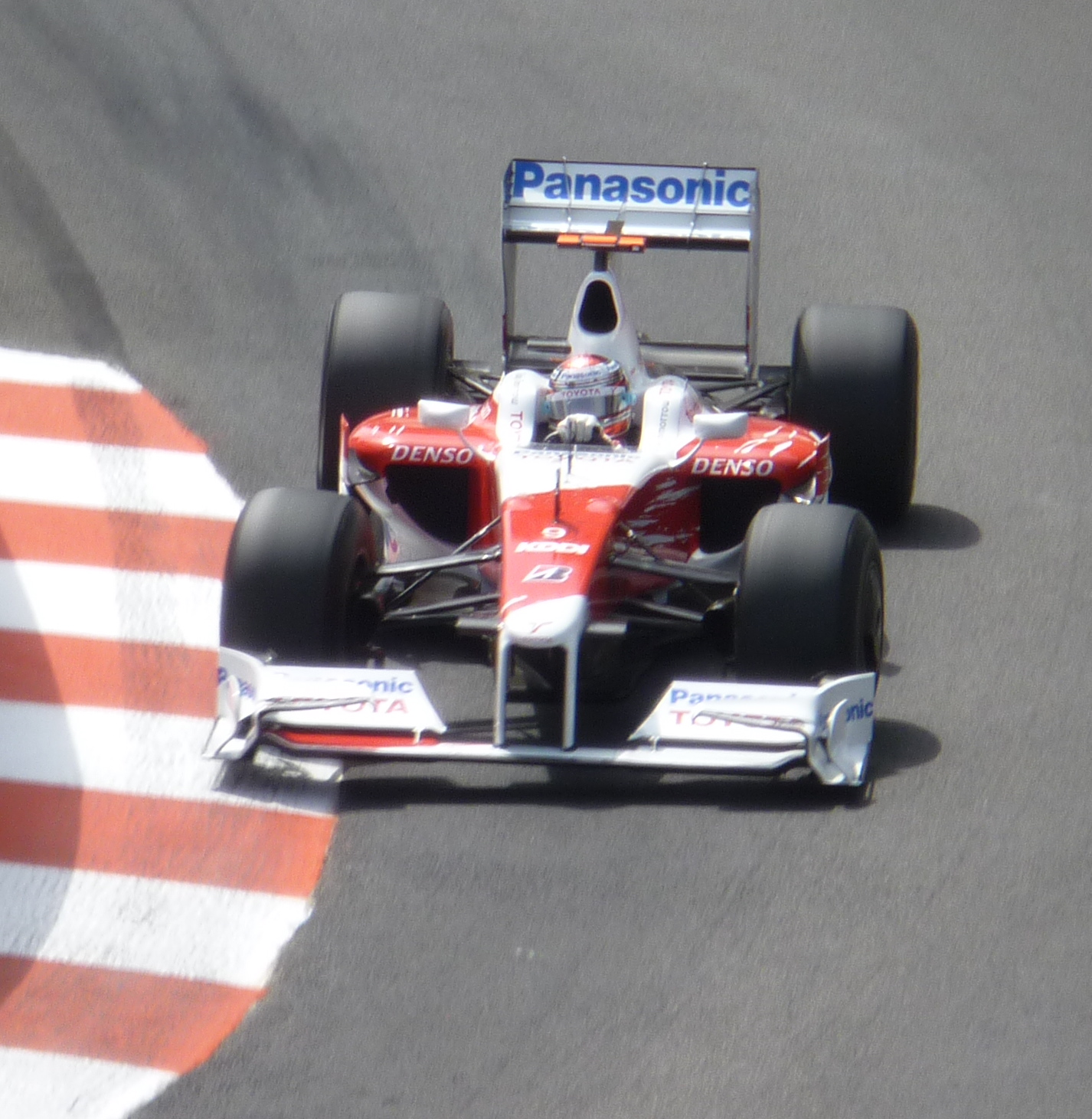
Jarno Trulli dans les rues monégasques

- Initialement qualifié en 16e position, Lewis Hamilton a été rétrogradé à la dernière place pour avoir changé de boîte de vitesses.
- Timo Glock s'élance dernier à partir de la pitlane.
- Les pilotes prenant part aux essais avec le SREC sont signalés par la mention SREC.

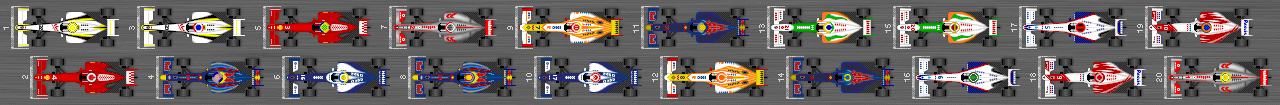
La grille de départ du Grand Prix.

## Course

### Déroulement de l'épreuve

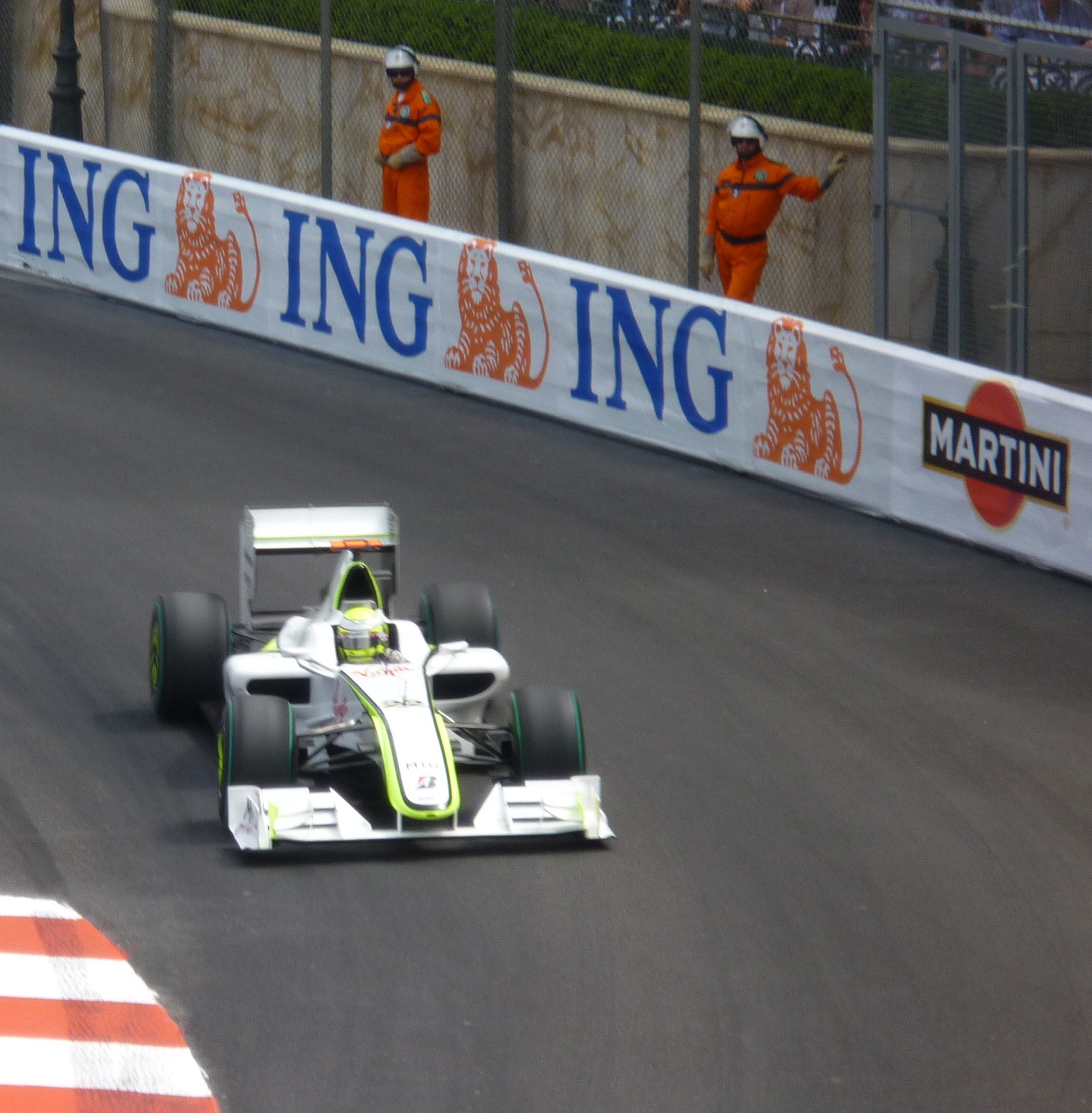
Jenson Button signe sa cinquième victoire de la saison à Monaco.

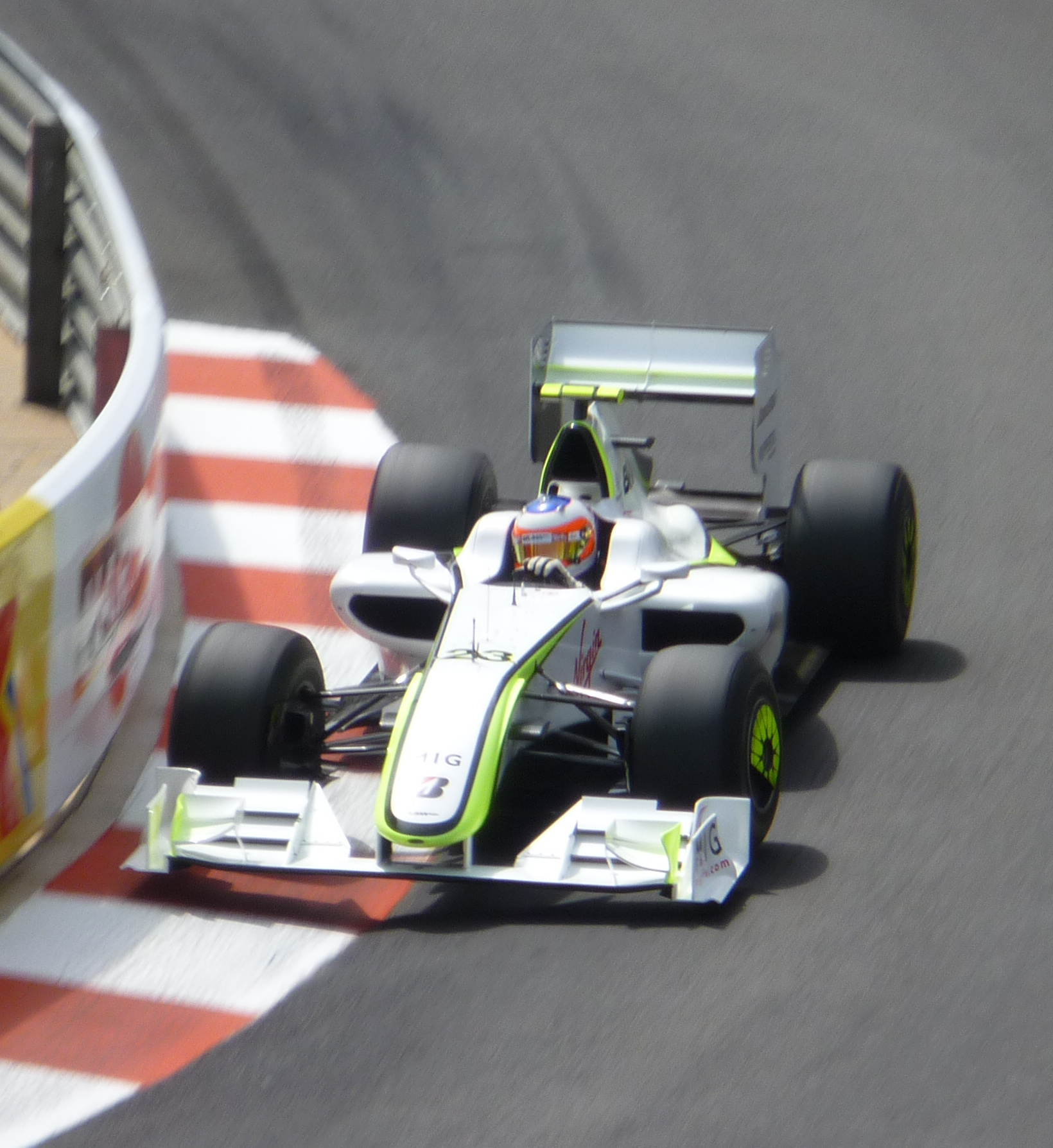
Rubens Barrichello termine second de l'épreuve monégasque.

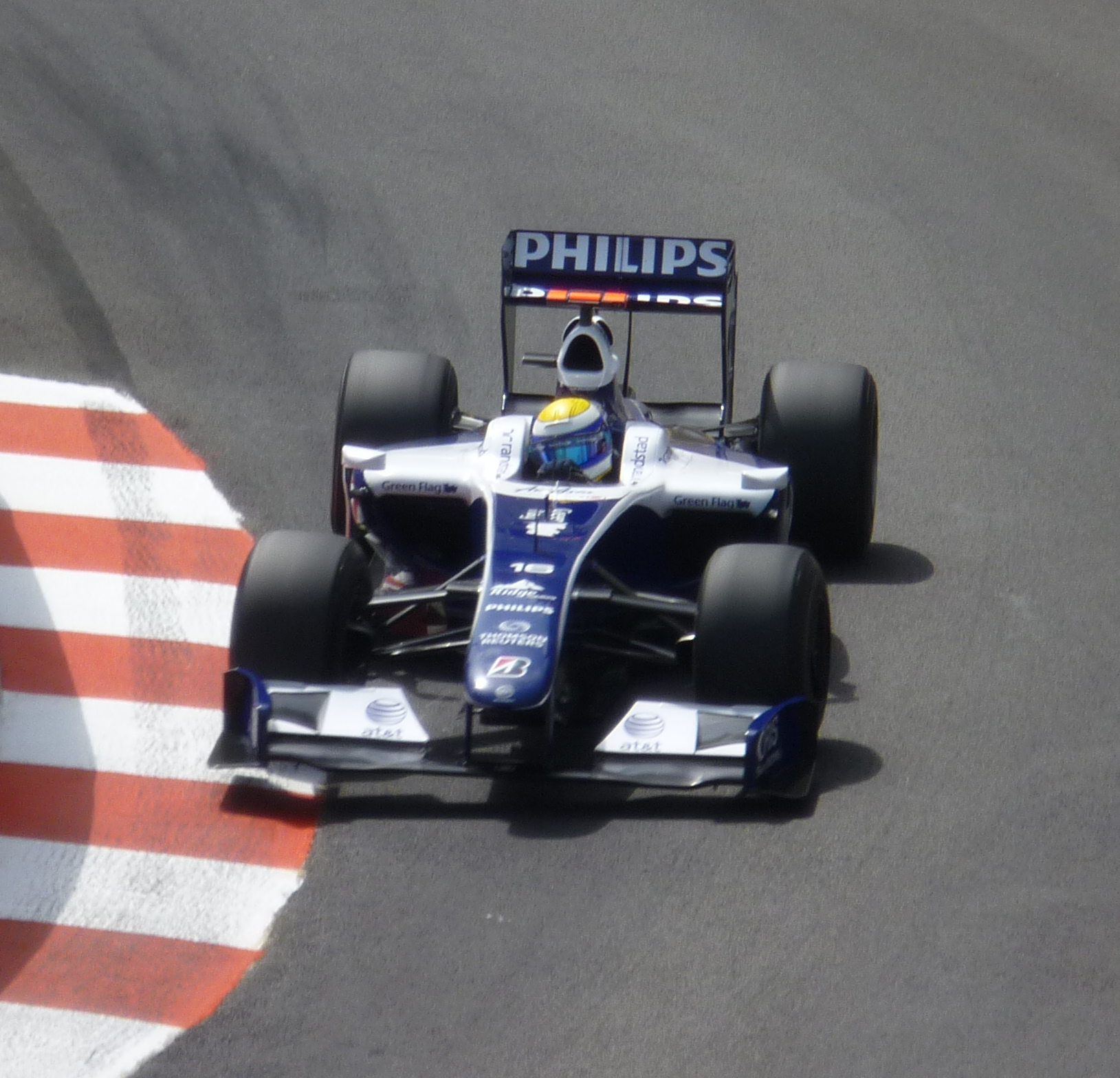
Nico Rosberg se classe sixième de l'épreuve monégasque.

Jenson Button s'élance de la pole position au côté de Kimi Räikkönen tandis que Rubens Barrichello partage la seconde ligne avec Sebastian Vettel. Lewis Hamilton, contraint de changer la boîte de vitesses de sa McLaren endommagée après un choc contre le muret en qualification, s'élance de la 19e et dernière position sur la grille, Timo Glock partant depuis la pitlane afin de pouvoir modifier les réglages de sa Toyota. 
À l’extinction des feux, Barrichello prend le meilleur sur Räikkönen, pourtant équipé du SREC, et dès la fin du premier tour, Button et Barrichello s’échappent déjà devant un peloton de chasse emmené par Räikkönen. Plus loin, Vettel est pressé par Felipe Massa, Nico Rosberg, Heikki Kovalainen, Mark Webber, Fernando Alonso et Kazuki Nakajima. Robert Kubica, mal qualifié, est obligé de passer par les stands dès le 3e tour à cause d'une crevaison à l’arrière de sa BMW Sauber
Massa se fait rapidement de plus en plus pressant derrière Vettel dont les pneus tendres sont à l'agonie dès le début de l'épreuve. Massa l'attaque au freinage de la chicane mais la court-circuite pour éviter un accrochage : il lève le pied pour rendre sa position à Vettel, ce dont profite Rosberg pour le passer. Peu après, Rosberg et Massa réussissent à prendre le meilleur sur le pilote Red Bull qui, toujours en délicatesse avec ses pneumatiques, touche le mur et abandonne au 16e tour à Sainte Dévote. Dans le peloton, Sébastien Buemi retarde trop un freinage et s'encastre dans le diffuseur de la monoplace de Nelsinho Piquet : les pilotes désemparés terminent leur course dans l’échappatoire de Sainte Dévote.
Après quinze tours, Räikkönen rentre le premier au stand pour ravitailler. Devant, Button précède Barrichello de 12,5 secondes, Rosberg de 19,6 s, Massa de 21,6 s, Kovalainen de 26,3 s, Webber et Alonso de près de 30 s, Nakajima de 36 s et Sébastien Bourdais de 39 secondes.
Au 25e tour, à la fin de la première vague de ravitaillement des pilotes luttant en tête de course, Button récupère la première place mais a réussi à creuser le trou devant Barrichello toujours poursuivi par Räikkönen. Plus loin, on trouve Alonso, qui n'a pas encore ravitaillé, Massa, Webber, Rosberg, Kovalainen, Nakajima et Bourdais alors que Kubica abandonne au 30e tour à cause d'un dysfonctionnement général de sa monoplace.
À la mi-course, Button est toujours en tête devant son coéquipier à 15 secondes, Räikkönen à 18 s, Massa à 21 s, Webber à 25 s, Rosberg à 35 s, Kovalainen à 37 s, puis Bourdais, Giancarlo Fisichella et Alonso. Ce « petit train » poursuit sans encombre en attendant la seconde phase des arrêts ravitaillement.
Au 52e tour, Kovalainen, alors septième, est victime d’une embardée de sa monture à l’entrée du virage de la Piscine ; il tape le rail et doit abandonner. À l’entame des quinze derniers tours, Button devance toujours Barrichello, Räikkönen, Massa, Rosberg, Webber, Alonso, Bourdais, Fisichella et Nakajima. Fernando Alonso hausse le rythme après un ultime changement de pneumatiques mais ne parvient pas à ramarrer Rosberg.
Jenson Button remporte sa première victoire à Monaco tandis que Rubens Barrichello assure le troisième doublé de l'année pour Brawn. Kimi Räikkönen complète le podium, juste devant son coéquipier Felipe Massa, auteur du meilleur tour en course. Webber, Rosberg, Alonso et Bourdais se partagent les derniers points. Fisichella termine à une honnête 10e place avec sa Force India alors que Nakajima rate, dans le dernier tour, son freinage à Mirabeau, ce qui permet à Timo Glock d'accrocher une place dans les dix premiers.

### Classement de la course
| Pos  | No | Pilote                 | Écurie               | Tours | Temps/Abandon                      | Grille | Points |
| ---- | -- | ---------------------- | -------------------- | ----- | ---------------------------------- | ------ | ------ |
| 1    | 22 | Jenson Button          | Brawn-Mercedes       | 78    | 1 h 40 min 44 s 282 (155,167 km/h) | 1      | 10     |
| 2    | 23 | Rubens Barrichello     | Brawn-Mercedes       | 78    | + 7 s 666                          | 3      | 8      |
| 3    | 4  | Kimi Räikkönen SREC    | Ferrari              | 78    | + 13 s 442                         | 2      | 6      |
| 4    | 3  | Felipe Massa SREC      | Ferrari              | 78    | + 15 s 110                         | 5      | 5      |
| 5    | 14 | Mark Webber            | Red Bull-Renault     | 78    | + 15 s 730                         | 8      | 4      |
| 6    | 16 | Nico Rosberg           | Williams-Toyota      | 78    | + 33 s 586                         | 6      | 3      |
| 7    | 7  | Fernando Alonso        | Renault              | 78    | + 37 s 839                         | 9      | 2      |
| 8    | 11 | Sébastien Bourdais     | Toro Rosso-Ferrari   | 78    | + 1 min 03 s 281                   | 14     | 1      |
| 9    | 21 | Giancarlo Fisichella   | Force India-Mercedes | 78    | + 1 min 05 s 040                   | 13     |        |
| 10   | 10 | Timo Glock             | Toyota               | 77    | + 1 tour                           | 19     |        |
| 11   | 6  | Nick Heidfeld          | BMW Sauber           | 77    | + 1 tour                           | 16     |        |
| 12   | 1  | Lewis Hamilton SREC    | McLaren-Mercedes     | 77    | + 1 tour                           | 20     |        |
| 13   | 9  | Jarno Trulli           | Toyota               | 77    | + 1 tour                           | 18     |        |
| 14   | 20 | Adrian Sutil           | Force India-Mercedes | 77    | + 1 tour                           | 15     |        |
| 15   | 17 | Kazuki Nakajima        | Williams-Toyota      | 76    | Accident                           | 10     |        |
| Abd. | 12 | Sébastien Buemi        | Toro Rosso-Ferrari   | 10    | Accrochage avec Piquet             | 11     |        |
| Abd. | 8  | Nelsinho Piquet        | Renault              | 11    | Accrochage avec Buemi              | 12     |        |
| Abd. | 15 | Sebastian Vettel       | Red Bull-Renault     | 15    | Accident                           | 4      |        |
| Abd. | 5  | Robert Kubica          | BMW Sauber           | 29    | Freins                             | 17     |        |
| Abd. | 2  | Heikki Kovalainen SREC | McLaren-Mercedes     | 52    | Accident                           | 7      |        |

- Les pilotes prenant part au Grand Prix avec le SREC sont signalés par la mention SREC.

### Pole position et record du tour
- Pole position :  Jenson Button (Brawn-Mercedes) en 1 min 14 s 902 (160,530 km/h). Le meilleur temps des qualifications a quant à lui été réalisé par Kimi Räikkönen, lors de la Q2, en 1 min 14 s 514.
- Meilleur tour en course :  Felipe Massa (Ferrari) en 1 min 15 s 154 (159,991 km/h) au 50e tour.

### Tours en tête
- Jenson Button (Brawn-Mercedes) : 77 tours (1-51 / 53-78)
- Kimi Räikkönen (Ferrari) : 1 tour (52)

## Classements généraux à l'issue de la course
| Pos | Pilote             | Écurie             | Points |
| --- | ------------------ | ------------------ | ------ |
| 1   | Jenson Button      | Brawn-Mercedes     | 51     |
| 2   | Rubens Barrichello | Brawn-Mercedes     | 35     |
| 3   | Sebastian Vettel   | Red Bull-Renault   | 23     |
| 4   | Mark Webber        | Red Bull-Renault   | 19,5   |
| 5   | Jarno Trulli       | Toyota             | 14,5   |
| 6   | Timo Glock         | Toyota             | 12     |
| 7   | Fernando Alonso    | Renault            | 11     |
| 8   | Kimi Räikkönen     | Ferrari            | 9      |
| 9   | Lewis Hamilton     | McLaren-Mercedes   | 9      |
| 10  | Felipe Massa       | Ferrari            | 8      |
| 11  | Nico Rosberg       | Williams-Toyota    | 7,5    |
| 12  | Nick Heidfeld      | BMW Sauber         | 6      |
| 13  | Heikki Kovalainen  | McLaren-Mercedes   | 4      |
| 14  | Sébastien Buemi    | Toro Rosso-Ferrari | 3      |
| 15  | Sébastien Bourdais | Toro Rosso-Ferrari | 2      |

| Pos | Écurie             | Points |
| --- | ------------------ | ------ |
| 1   | Brawn-Mercedes     | 86     |
| 2   | Red Bull-Renault   | 42,5   |
| 3   | Toyota             | 26,5   |
| 4   | Ferrari            | 17     |
| 5   | McLaren-Mercedes   | 13     |
| 6   | Renault            | 11     |
| 7   | Williams-Toyota    | 7,5    |
| 8   | BMW Sauber         | 6      |
| 9   | Toro Rosso-Ferrari | 5      |

## Statistiques
- 7e pole position de sa carrière pour Jenson Button.
- 4e pole position pour l'écurie Brawn pour son sixième Grand Prix.
- 6e victoire de sa carrière pour Jenson Button.
- 5e victoire pour Brawn en tant que constructeur.
- 3e doublé de Brawn avec Jenson Button et Rubens Barrichello.
- 72e victoire pour Mercedes en tant que motoriste.
- 6e podium pour son sixième Grand Prix pour l'écurie Brawn.
- 34e arrivée consécutive parmi les pilotes classés et 26e arrivée consécutive en recevant le drapeau à damier pour Nick Heidfeld qui établit ainsi deux nouveaux records.
- Mercedes passe la barre des 1 500 points inscrits en tant que motoriste en Formule 1 (1 506 points).
- Rubens Barrichello devient le pilote qui a parcouru le plus de tours en Formule 1 avec 13 941 tours. Il bat le record de son ancien coéquipier chez Ferrari Michael Schumacher (13 909 tours).
- Jenson Button décroche sa troisième victoire consécutive avec le même bloc moteur, ce qui constitue une première en Formule 1.
- Jenson Button signe sa troisième victoire consécutive. Une telle performance n'avait plus été réalisée depuis les victoires de Michael Schumacher aux Grand Prix des États-Unis, de France et d'Allemagne en 2006.
- À l'issue de la course, à la suite d'une incompréhension avec les commissaires de course, Jenson Button a garé sa monoplace dans le parc fermé au lieu de l'amener au pied de la tribune protocolaire. Il a alors parcouru, en courant sous les acclamations du public, le chemin le séparant du podium.
- La Principauté de Monaco gardera une partie des installations du Grand Prix pour le départ du Tour de France 2009 le 4 juillet. La tribune du bureau de tabac face à la ligne droite de la piscine sera ainsi conservée jusqu'au mois de juillet pour les spectateurs de la présentation des équipes le 2 juillet. La première étape (contre-la-montre individuel de 15 kilomètres) empruntera la quasi-totalité du circuit de Formule 1 : la rampe de lancement sera positionnée sur le boulevard Albert Ier et les coureurs commenceront le parcours par la montée vers le casino avant de sortir de la Principauté par Cap d'Ail, la Turbie, Beausoleil et Roquebrune-Cap-Martin, pour retrouver le circuit automobile dans le final.